# フロリダ準州
フロリダ準州（Florida Territory）は、1822年から1845年まで現在のフロリダ州に存在した、アメリカ合衆国の歴史上の領地。

## 歴史

### スペイン領フロリダ
フロリダは1513年に、スペインの所有地を主張するフアン・ポンセ・デ・レオンによって最初に発見された。アメリカ合衆国本土での継続して居住された最古のヨーロッパ人の入植地であるセントオーガスティンは、1565年にフロリダ北東の海岸に創設された。イギリスに強制的に割譲された七年戦争の終わりまで、フロリダはスペインの所有地として残り続けた。1783年、アメリカ独立戦争の後に、イギリスはやむを得ずフロリダをスペインに与えた。
2度目のスペインの支配の間はアメリカ合衆国に強く影響された。ジョージアとフロリダの境界沿いと、アメリカのミシシッピ川の使用に関して紛争が起こった。これらの問題は恐らく1795年のサン・ロレンソ条約（西: Tratado de San Lorenzo、英: Pinckney's Treaty）で解決され、この条約は何よりもまずフロリダとジョージアの境界を北緯31度線沿いに固めた。しかしトーマス・ジェファーソンが一度予見したように、アメリカ合衆国はフロリダに手出しをしないことはできなかった。

### 第1次セミノール戦争
1812年、 合衆国軍とジョージ・マシューズ司令官率いるジョージア「愛国軍」は、アメリカの利益を守るためフロリダに侵略した。これらの利益は大部分は奴隷に関連していた。長い間逃亡奴隷は、アメリカ人がセミノールと呼んだフロリダ先住民に保護を与えられていた。彼らは半封建的な制度で生活していて、セミノールはすでに「自由な」黒人に保護を与え、かつての奴隷は先住民と作物を共有した。黒人はセミノールにとって下位の者としてまだ考えられていたという事実にもかかわらず、ふたつの集団は調和して生活した。奴隷がフロリダへ逃亡し続けるようになると、ジョージアと他の南部の奴隷所有者たちはこの問題を巡って憤慨するようになったのであった。このフロリダへの侵攻は、アメリカのほとんどから思慮の足りない行動と認識され、スペインは部隊の速やかな撤退を約束された。

先住民と入植者を巻き込む長年の度重なる紛争（第1次セミノール戦争）の後の1818年、アンドリュー・ジャクソン将軍はモンロー大統領に、彼がフロリダへ侵略する事を知らせる手紙を書いた。ジャクソンの軍隊はテネシーを出発し、北フロリダで猛威を振るいながら、アパラチコラ川を下って進軍した。ジャクソンの軍がペンサコラに到着した3月には、スペイン軍は即座に降伏した。

### アダムズ＝オニス条約
アダムズ＝オニス条約（大陸横断条約とも）は1819年2月22日にアメリカ合衆国国務長官のジョン・クィンシー・アダムズとスペイン外務大臣のルイス・デ・オニスによって署名されたが、1821年にスペイン政府が批准するまでは実効されなかった。この条約の結果、アメリカ合衆国はスペインに500万ドルを支払った。また、アメリカ合衆国はフロリダ準州とオレゴン・カントリーを受け取り、割譲したすべてのテキサスの土地はスペインの主張する土地となった。

### フロリダ準州と第2次セミノール戦争
アンドリュー・ジャクソン将軍は新たに獲得された領地の軍政府長官として務めたが、短い期間のみであった。1822年3月30日、アメリカ合衆国は東フロリダと西フロリダの一部をフロリダ準州に併合した。ウィリアム・ポープ・デュヴァルが最初のフロリダ準州の正式な知事となり、すぐ後に州都がタラハシーに創設されたが、それは地域のセミノール部族を外に移住させた後での事であった。
準州のフロリダでの主な軋轢はセミノールの居住者であった。連邦政府とほとんどの白人入植者は、すべてのフロリダのインディアンを西部に移住させる事を希望した。1830年5月28日、議会はインディアン移住法を可決し、すべてのインディアンに対してミシシッピ川の西に移住することを要求した。この法律自体はフロリダを個別に意味していなかったが、1832年5月9日にセミノール酋長の委員会に署名されたペインズランディング条約の枠組みを敷いた。この条約は、すべてのフロリダのセミノールの居住者に、3年の猶予を与えた1835年までに移住を強いる事を提示した。有名なオセオーラが戦争をする決定を最初に表明したのがこの会合であった。
1835年後半から、オセオーラとセミノールの同盟はアメリカ軍とのゲリラ戦闘（第2次セミノール戦争）を開始した。多くの司令官が戦いそして失敗し、土地の知識の欠如と同じく暑さと疾病に敗れた。トーマス・ジェサップ将軍が、監禁中に病気で死亡したオセオーラを含むセミノールの主要な酋長の多くを捕らえるまで、戦闘は収まる事がなかった。セミノールは最終的に、1845年3月3日にフロリダが27番目の州（フロリダ州）として連邦に加わる時までには、エヴァーグレーズの小さな集団を除いてほとんどすべてが強制移住させられた。

## 註
1. ↑  Fuller, Hubert Bruce. The Florida Purchase. Gainesville, Florida: University of Florida Press. 1964年.